# Banjena
Banjena est une petite ville du Togo située dans la préfecture de Bassar, dans la région de la Kara, à environ 51 km de Kara.

## Vie économique
La vie économique s'appuie sur une coopérative paysanne et un atelier de réparation mécanique.

## Lieux publics
La ville compte une école primaire ainsi qu'une infirmerie.